# Chiesa di San Donnino (Larciano)

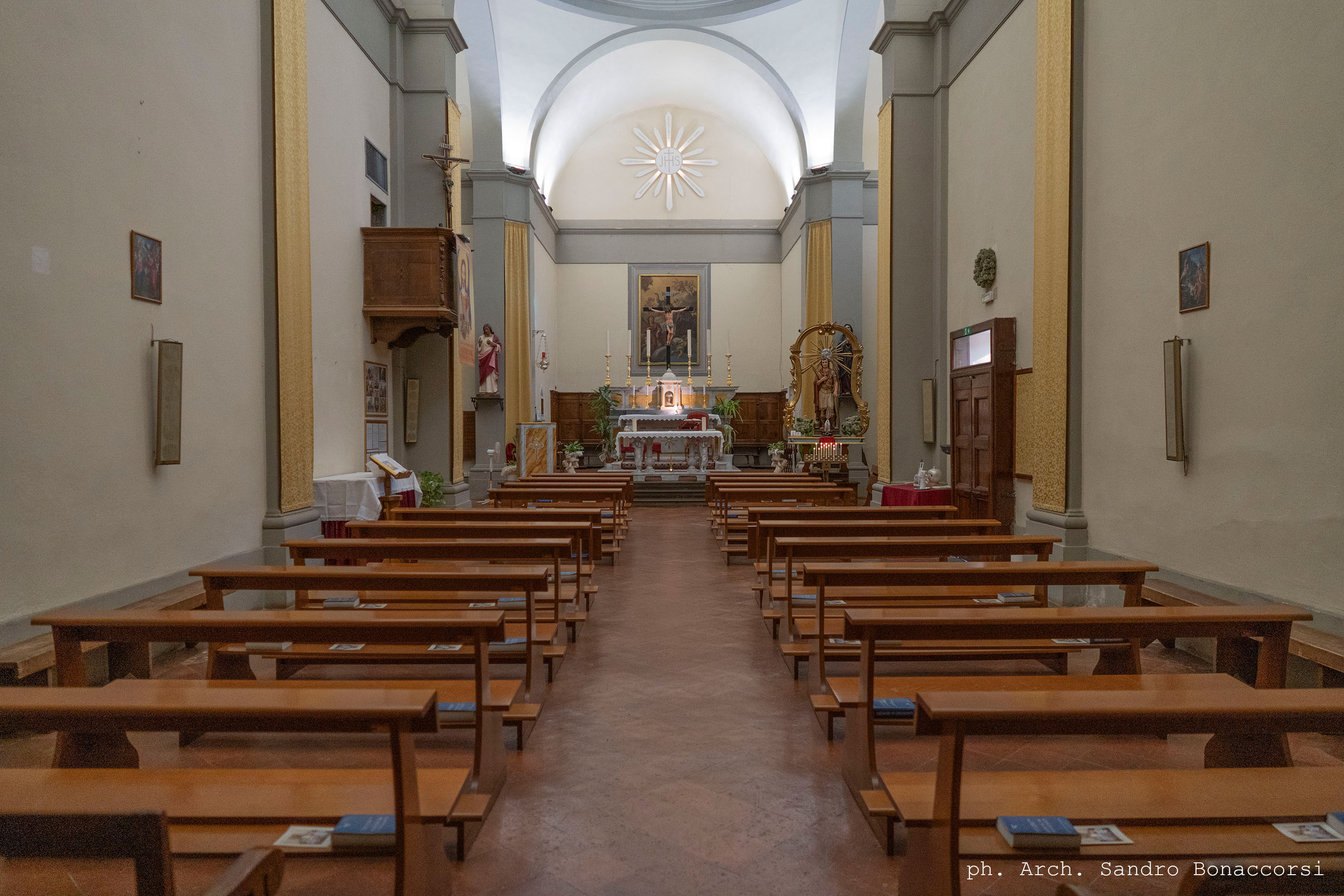
Veduta interno verso il coro

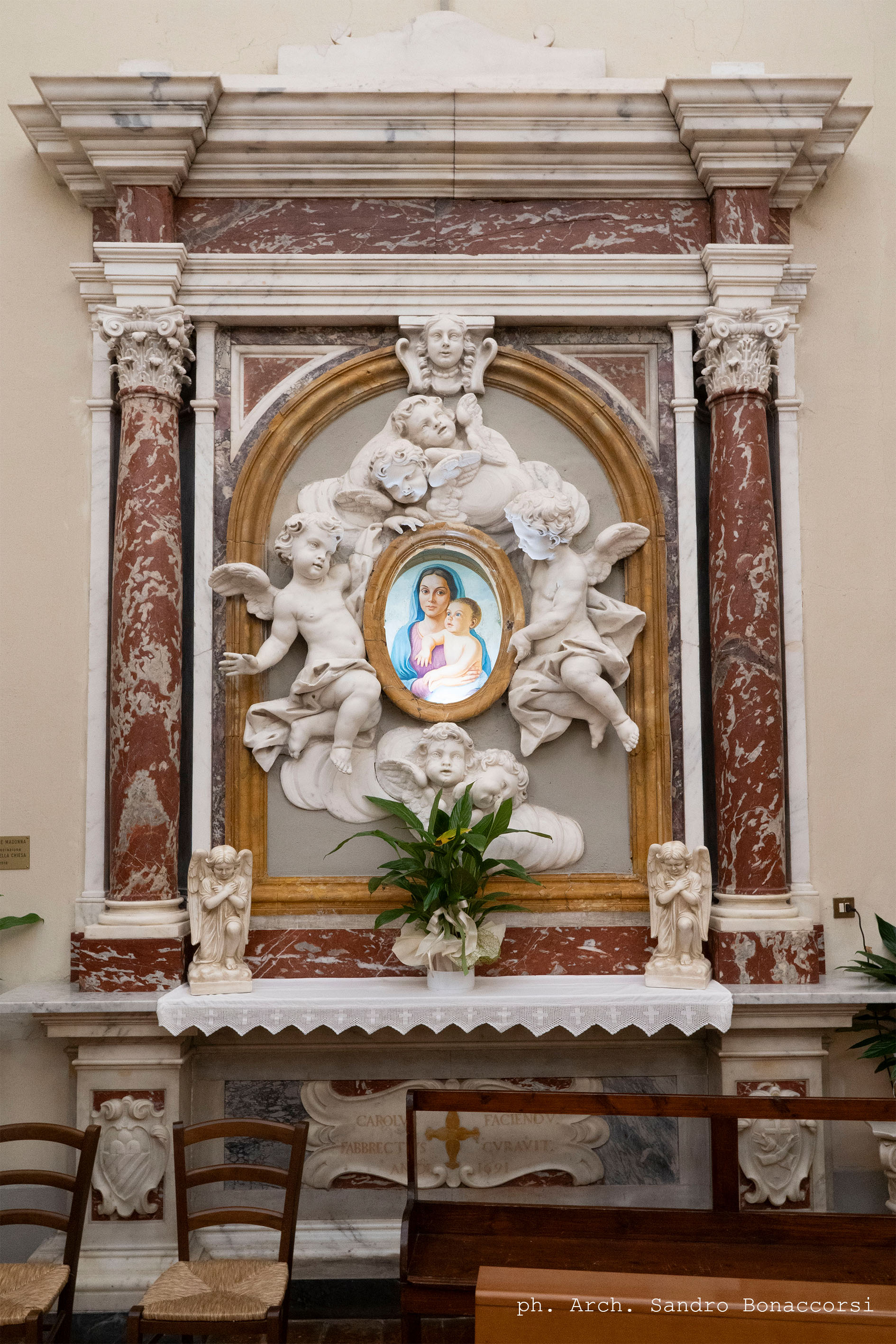
Altare barocco

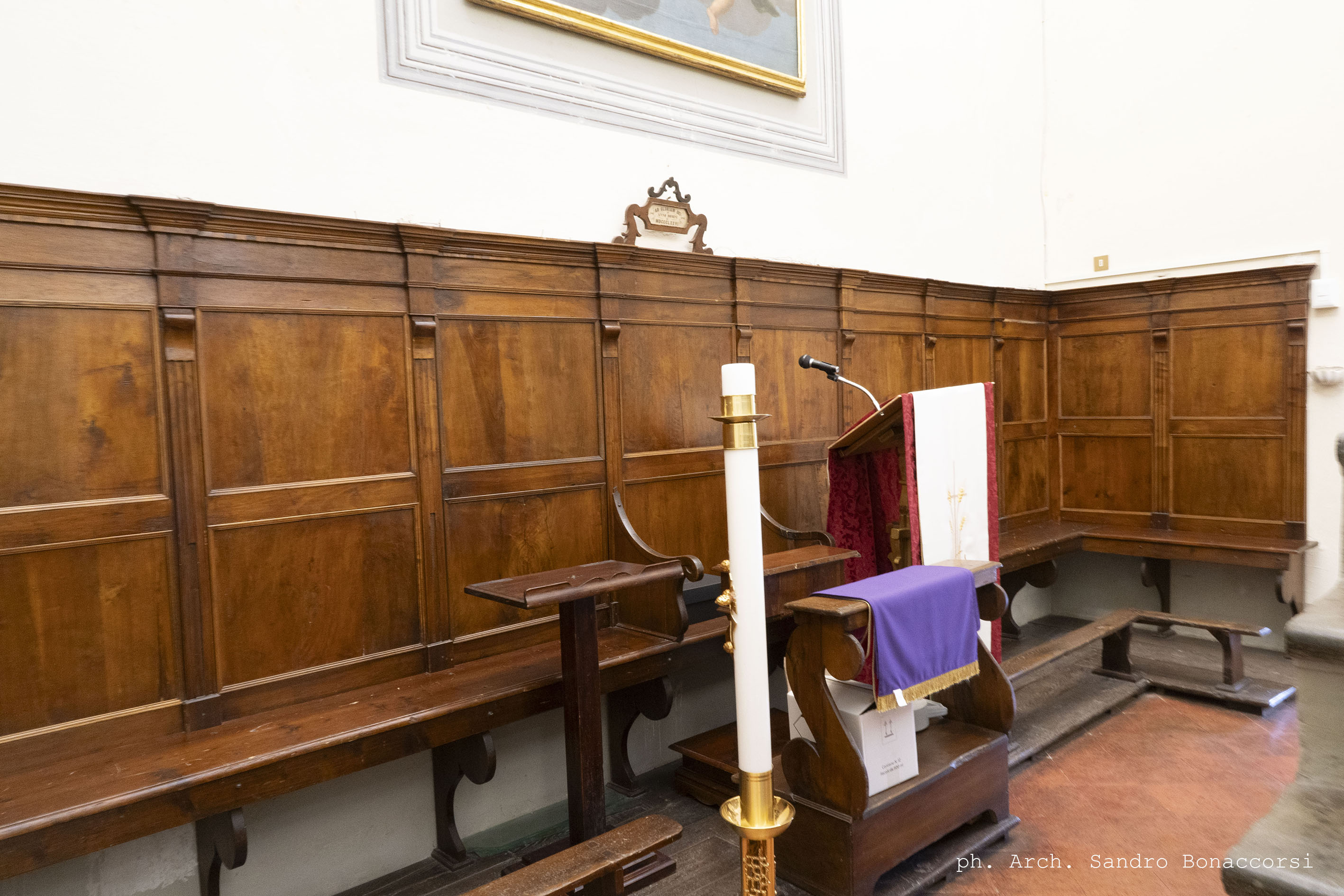
Coro ligneo

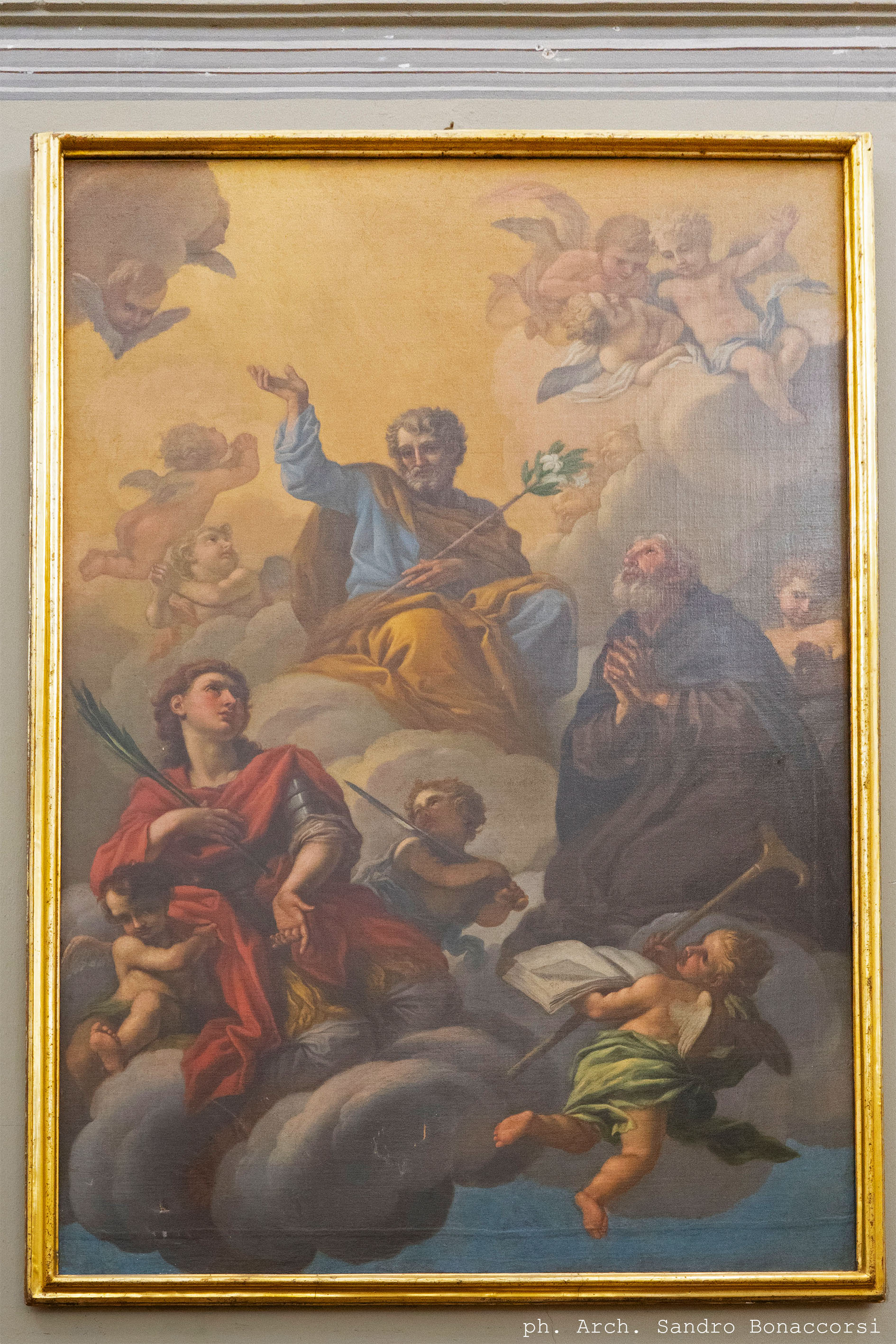
Tela con "S.Giuseppe tra i Santi Antonio Abate e Donnino"

La chiesa di San Donnino è una chiesa dedicata a  San Donnino che si trova a Castelmartini, nel comune di Larciano e appartiene alla diocesi di San Miniato.

## Storia e descrizione
La chiesa, con la facciata a timpano triangolare, è un edificio neoclassico costruito nel XIX secolo in luogo di una cappella più piccola. Sul transetto sinistro s'imposta la cella campanaria; all'interno, l'unica navata e il transetto hanno pareti spoglie semplicemente intonacate. Si conserva sull'altare maggiore una tela con San Giuseppe tra i santi Antonio Abate e Donnino della prima metà del XVIII secolo.  Dietro, un coro ligneo datato 1877. Pregevole, nel braccio destro del transetto, un altare in marmo scolpito dal tipico impianto barocco: bello il modellato degli angeli in volo mentre sostengono un ovale entro il quale era collocata una piccola tela raffigurante la Madonna del Carmine, andata rubata nel 1972.